# Vetenskapsåret 1953

## Händelser

### Biokemi
- 5 april - Francis Crick och James Watson publicerar "Molecular Structure of Nucleic Acids: A Structure for Deoxyribose Nucleic Acid" i Nature[1] (först meddelat 28 februari) där de föreslår en spiralstruktur för DNA. [2] De kommer dela nobelpriset i medicin 1962 med Maurice Wilkins som publicerar resultat från röntgenkristallografi i samma nummer av Nature.[3] Den tredje relaterade artikeln publiceras samtidigt av Rosalind Franklin och Raymond Gosling, "Molecular Configuration in Sodium Thymonucleate".[4]

### Biologi
- 4 september - Upptäckten av REM-sömn publicerar första gången av forskarna Eugene Aserinsky och Nathaniel Kleitman vid Chicagos universitet.[5]
- 15 maj - Stanley Miller publicerar resultat from the "Miller-Ure experimentet" i Science. Många kemister överraskas av att organiska molekyler närvarande i levande organismer enkelt kan bildas ur små kemikalier.[6]

### Fysik
- Okänt datum - Frederick Reines och Clyde Cowan gör under våren det första experimentet där neutrino upptäcks med den första neutrinodetektorn (kadmium) byggt av dem vid kärnanläggningen Hanford Site i Washington; preliminära resultat publiceras under sommaren.[7] Detta, som först diskuterades med Enrico Fermi och andra 1951–2, till att de får Nobelpriset i fysik 1995.

### Geologi
- Okänt datum -  Maurice Ewing och Bruce Heezen upptäcker den djupa kanjonen längs med Midatlantiska ryggens centrum, ett viktigt bidrag till teorin om plattetonik.[8]

### Kemi
- Okänt datum - Rudolph Pariser, Robert G. Parr och John Pople publicerar sin databeräknade kvantkemiteori för molekylorbitals.[9]

### Teknik
- 16 april - Svensk patent Ericofon (patent-nr SE141027),[10] LM Ericsson
- 29 oktober - Inge Edler och Hellmuth Hertz genomför världens första medicinska ultraljudsundersökning,[11] en ekokardiografi, Medicinkliniken på Lunds lasarett.

- Okänt datum -  Alan Turing publicerar en artikel som beskriver de första 1 104 nollorna från Riemann zeta-funktionen, kulmen på 15 års arbete om hur man använder datorer för att lösa ett grundläggande problem inom talteori.[12]

## Pristagare
- Bigsbymedaljen: Kingsley Charles Dunham [13]
- Copleymedaljen: Albert Jan Kluyver
- De Morgan-medaljen: Edward Charles Titchmarsh
- Ingenjörsvetenskapsakademien utdelar Stora guldmedaljen till Erik Hägglund
- Nobelpriset: [14]
  - Fysik: Frits Zernike
  - Kemi: Hermann Staudinger
  - Fysiologi/Medicin: Hans Krebs, Fritz Lipmann
- Wollastonmedaljen: Erik Andersson Stensio [15]

## Födda
- 12 maj – Hans-Uno Bengtsson, svensk fysiker.
- 24 juni – William E. Moerner, amerikansk fysiker och kemist.

## Avlidna
- 17 april – Sven Wingquist (född 1876), svensk uppfinnare och industrialist.
- 28 september – Edwin Hubble (född 1889), amerikansk astronom [16]..

### Fotnoter
1. ↑  Watson, J. D. (23 april 1953). ”Molecular Structure of Nucleic Acids: A Structure for Deoxyribose Nucleic Acid”. Nature "171":  ss. 737–738. http://www.nature.com/nature/journal/v171/n4356/pdf/171737a0.pdf. Läst 1 mars 2011.
2. ↑  ”Scientists describe 'secret of life'”. On This Day. BBC. 25 april 1953. http://news.bbc.co.uk/onthisday/hi/dates/stories/april/25/newsid_2932000/2932793.stm. Läst 10 januari 2008.
3. ↑  Wilkins, M. H. F.; Stokes, A. R.; Wilson, H. R. (23 april 1953). ”Molecular Structure of Deoxypentose Nucleic Acids”. Nature "171":  ss. 738–740. http://www.nature.com/nature/dna50/wilkins.pdf. Läst 1 mars 2011.
4. ↑  Franklin, Rosalind E. (23 april 1953). ”Molecular Configuration in Sodium Thymonucleate”. Nature "171":  ss. 740–741. http://www.nature.com/nature/dna50/franklingosling.pdf. Läst 1 mars 2011.
5. ↑  Aserinsky, Eugene (23 april 1953). ”Regularly Occurring Periods of Eye Motility, and Concomitant Phenomena, During Sleep”. Science "118":  ss. 273–274. Läst 1 mars 2011.
6. ↑  Miller, Stanley L. (23 april 1953). ”A Production of Amino Acids Under Possible Primitive Earth Conditions”. Science "117":  ss. 528–9. Läst 1 mars 2011.
7. ↑  Reines, F. (23 april 1953). ”Detection of the Free Neutrino”. Physical Review "92" (3):  ss. 830–831. doi:10.1103/PhysRev.92.830.
8. ↑  Ewing, Maurice; Heezen, Bruce C.; Ericson, D. B.; Northrop, John; Dorman, James (23 april 1953). ”Exploration of the Northwest Atlantic Mid-ocean Canyon”. Bulletin of the Geological Society of America "64":  ss. 865–868. http://gsabulletin.gsapubs.org/content/64/7/865.full.pdf+html. Läst 1 mars 2011.
9. ↑  Pariser, R.; Parr, R. G. Journal of Chemical Physics 21(466): 767; Pople, J. A. Transactions of the Faraday Society 49: 1375.
10. ↑   patent SE141027, Svensk Patentdatabas /PRV.se (läst 23 april 2025)
11. ↑   Hellmuth Hertz – Ultraljudet och bläckstråleskrivaren, Tekniska Museet (tekniskamuseet.se) (läst 30 juli 2024)
12. ↑  Turing, Alan M. (23 april 1953). ”Some calculations of the Riemann zeta-function”. Proceedings of the London Mathematical Society "3":  ss. 99–117.
13. ↑  ”Geological Society”. Arkiverad från originalet den 5 juni 2011. https://web.archive.org/web/20110605101836/http://www.geolsoc.org.uk/gsl/society/history/page753.html. Läst 13 april 2011.
14. ↑  ”Nobelpriset”. http://nobelprize.org/nobel_prizes/lists/all/index.html. Läst 10 april 2011.
15. ↑  ”Geological Society”. Arkiverad från originalet den 5 juni 2011. https://web.archive.org/web/20110605102217/http://www.geolsoc.org.uk/gsl/society/history/page750.html. Läst 14 april 2011.
16. ↑  Så funkar universum, James Muirden